# Amai Manabilang
Bumbaran (Bayan ng Bumbaran) är en kommun i Filippinerna. Kommunen ligger på ön Mindanao, och tillhör provinsen Lanao del Sur. Folkmängden uppgår till 6 589 invånare.

## Barangayer
Bumbaran är indelat i 17 barangayer.
| - Poblacion (Apartfort) - Bagumbayan - Bandara-Ingud - Comara - Frankfort - Lambanogan - Lico - Mansilano - Natangcopan | - Pagonayan - Pagalamatan - Piagma - Punud - Ranao-Baning - Salam - Sigu-an - Sumugot |